# 셰필드할람 (영국 의회 선거구)
셰필드할람 (Sheffield Hallam)은 사우스요크셔주에 위치한 영국 하원의 선거구로, 선거비용과 선거위원의 유형 면에서는 자치주 선거구에 해당한다. 
2019년부터 노동당의 올리비아 블레이크 가 지역구 의원으로 있다. 과거 자유민주당의 닉 클레그 전 부총리 겸 당대표의 지역구이기도 했다.

## 선거구 정보
현재는 노동당이 차지하였으나 한때 셰필드할람은 사우스요크셔주에서 노동당 지지세가 가장 약한 동시에 노동당 후보가 당선된 적이 없는 유일한 선거구였다. 1885년 첫선거가 실시된 이래 1997년까지 보수당 후보가, 그 이후로는 자민당 후보가 계속 당선되어 1916년부터 1918년까지 짧은 기간을 제외하면 노동당에게 넘어간 적이 한번도 없었다. 1885년부터 1997년까지 길게 이어진 보수당 우세 시기에는 대처 정권 시대에 있었던 세 번의 선거도 포함되는데, 당시 선거마다 노동당이 싹슬이해갔던 사우스요크셔주와 (셰필드할람과 맞닿은) 더비셔주의 대다수 선거구와는 극명한 대조를 보였다.
2013년 캠페인 투 엔드 차일드 퍼버티에서 조사한 바에 따르면, 셰필드할람은 아동 빈곤 비율이 5% 이하를 밑돌아 영국에서 가장 낮은 수준을 보인 선거구로 조사됐다.
2004년 소득 조사 통계를 보면 셰필드할람은 거주민 중 12% 가량이 매년 60,000파운드 이상의 소득을 얻어, 전 650개 선거구 중에서 사우스이스트잉글랜드 (런던 일대 포함)에 퍼져 있는 가장 부유한 선거구 상위 10곳 중 한 곳이기도 하다. 통계상으로 셰필드할람은 윈저와 트위커넘보다 윗순위에 있었다.
2011년부터 2012년까지 HMRC가 조사한 소득조세 통계를 보면, 전 650개 의회 선거구의 중간소득 순위에서 셰필드할람은 70위로 런던과 사우스이스트 지방으로만 따지면 거의 모든 선거구보다 앞섰으며, 특히 턴브리지웰스 (76위), 코츠월즈 (92위), 케임브리지 (97위), 헤멜햄프스테드 (103위), 마지막으로 데이비드 캐머런이 의원으로 있는 위트니 (121위)보다도 높았다.
2001년 인구총조사에서는 전체 영국 선거구 중에서 셰필드할람이 전문직으로 분류된 인구수가 가장 많은 것으로 조사됐다. 더불어 노동연령층에 해당하는 주민 중 60%가 학위를 가지고 있어, 케임브리지 대학교가 있는 케임브리지를 앞질러 7위에 올랐다.
1997년 총선까지 셰필드할람 선거구는 보수당의 텃밭이었다. 2005년 5월부터 닉 클레그가 하원 지역 의원을 맡고 있다. 닉 클레그는 2005년 총선에서 초선으로 당선되었고, 2007년 12얼부터 자유민주당 대표가 되었고 2010년 5월까지 부총리를 맡기도 했다.
셰필드할람 선거구는 북쪽으로 스태닝턴과 록슬리에서 남쪽으로 도어까지 뻗어 있으며, 중간에 도심 동부 지역이 들어간다. 크룩크스 구, 도어 토틀리 구, 에클설 구, 풀우드 구와 스태닝턴 구도 포함된다.
할람은 대부분 지역이 시골이며, 서쪽으로 피크 디스트릭트 국립공원까지 뻗어 있다. 또한 잉글랜드에서 빈곤율이 가장 낮은 구역들이 이곳에 속해 있는데, 실업률이 낮고 (2012년 11월 기준 실직자 1.5%) 임대 입주민보다는 자택 입주민의 비율이 더 높다. 2010년 선거구 개편이 이뤄진 뒤에는 셰필드할람 선거구 내에 셰필드 시 소재 대학교 캠퍼스가 한 곳도 존재하지 않게 되었지만 학생들이 많이 거주하는 지역은 여전히 남아 있다.

## 구획
- 1885~1918년: 셰필드 자치시의 니더할람 구와 어퍼할람 구, 에클솔 구 일부, 세인트조지 구 일부
- 1918~1950년: 셰필드 특별시의 크룩스무어 구와 할람 구, 브룸힐 구 일부
- 1950~1955년: 셰필드 특별시의 브룸힐 구, 에클솔 구, 할람구
- 1955~1974년: 셰필드 특별시의 브룸힐 구, 크룩스무어 구, 에클솔 구, 할람 구
- 1974~1983년: 셰필드 특별시의 브룸힐 구, 도어 구, 에클솔 구, 할람 구, 니더에지 구
- 1983~1997년: 셰필드 시의 브룸힐 구, 도어 구, 에클솔 구, 할람 구, 니더에지 구.[10] 1997년 니더에지 구는 노동당이 차지한 셰필드센트럴 지역구로 편입됐다.
- 1997~2010년: 셰필드 시의 브룸힐 구, 도어 구, 에클솔 구, 할람 구
- 2010년~: 셰필드 시의 크룩크스 구, 도어 토틀리 구, 에클솔 구, 풀우드 구, 스태닝턴 구.

2010년 총선을 치루기 전 의회에서 승인된 영국 선거위원회의 선거구 개편 최종 권고안에서는 할람 지역구와 관련해, 브룸힐 구를 셰필드센트럴 지역구로 편입시키고, 셰필드힐즈버러 지역구로부터 스태닝턴 구를 편입하도록 했다.
셰필드 할람 지역구은 하이피크, 노스이스트더비셔, 페니스톤 스톡스브리지, 셰필드센트럴, 셰필드힐리, 셰필드브라이트사이드 힐즈버러와 경계를 이룬다.

## 선거 이력
지금의 셰필드할람 지역구가 생기기 전에 할람 지역은 셰필드 지역구에 포함됐다. 셰필드 지역구의 의원 수는 총 2인이었다. 1885년 의석 재분배법 제정으로 각 선거구의 의원 수가 1인 이상을 넘는 것을 제한하고 사상 처음으로 해당 지역구 주민수에 거의 동일하게 비례하도록 하면서, 셰필드 지역구도 이름 앞에 '셰필드'만 붙인 채 총 다섯 쪽으로 나뉘었다. 각 선거구는 지금처럼 의원 1인으로 대표되었으며, 할람도 이 다섯 선거구 중 하나였다. 할람 선거구의 첫 의원인 보수당의 찰스 스튜어트워틀리 경은 이전에 셰필드 지역구 의원 경력이 있던 인물로, 1880년에 초선 의원이 되었다.
2004년 할람 지역구는 노스오브잉글랜드 지방에서 가장 부자인 선거구로 조사되기도 했고 오랜 기간 동안 보수당이 의석을 차지해 왔다. 그러나 1997년 영국 총선에서 자민당의 리처드 앨런 후보가 18.5%의 선두차로 의석을 확보하는데 성공했고, 지금까지 자민당이 의석을 차지하고 있다.

### 2010년 ~ 2015년 의회 여론조사
셰필드할람 지역구 의원인 닉 클레그가 2010~15년 의회에서 부총리에 재직하는 등 높은 경력이 있기 때문에, 셰필드할람 지역구는 2010~2015년 사이 조사된 일곱 기관의 특정 지역구 여론조사에서 특별한 지역으로 취급됐다.
2010년 10월 첫번째 여론조사에서 자유민주당은 불과 2% 선두로 앞서나가면서, 다섯 달 전 총선에서의 과반 득표율인 30%에서 크게 떨어졌다. 이후 2014년 5월부터 2015년 5월까지 시행된 여섯 번의 여론조사 중에서, 다섯 번의 결과에서는 이번엔 노동당이 지역구 지지도에서 앞서나가고 있으며 선두차는 1%에서 10%까지 유동적인 것으로 나왔고, 나머지 하나는 자유민주당이 앞서나간 것으로 조사됐다. 세 번의 여론조사를 전부 종합한 평균 지지도를 보면 노동당이 자유민주당보다 2.5% 앞서나갔다. 보수당은 딱 한번 2위에 올랐고 나머지 여섯 번은 3위에 머물렀다.
가장 주목할 설문조사는 2015년 5월 총선을 앞두고 ICM이 실시한 선거구별 투표 의향 설문조사로, 아래에 나온 것처럼 자유민주당이 다시 부동의 1위에 오른 것으로 나타났다. ICM은 전국 조사도 실시했으며 노동당이 앞서나가는 것으로 추산했다.
| 조사 기간               | 조사 의뢰/기관           | 표본수 | 노동당 | 보수당 | 자민당 | 영독당 | 녹색당 | 기타  | 선두차           |
| ----------------------- | ------------------------ | ------ | ------ | ------ | ------ | ------ | ------ | ----- | ---------------- |
| 2015년 5월 1일~3일      | ICM/가디언               | 501    | 35%    | 12%    | 42%    | 7%     | 3%     | 2%    | 노동당보다 7%    |
| 2015년 4월 22일~28일    | 애시크로프트 경          | 1,000  | 37%    | 15%    | 36%    | 7%     | 4%     | 1%    | 자민당보다 1%    |
| 2015년 4월 22일~28일    | 애시크로프트 경          | 1,001  | 36%    | 16%    | 34%    | 7%     | 6%     | 1%    | 자민당보다 2%    |
| 2015년 1월 22일~29일    | 서베이션/유나이트        | 1,011  | 33%    | 22%    | 23%    | 9%     | 12%    | <0.5% | 자민당보다 10%   |
| 2014년 11월 20일~22일   | 서베이션/애시크로프트 경 | 962    | 30%    | 19%    | 27%    | 13%    | 10%    | 1%    | 자민당보다 3%    |
| 2014년 4월 29일~5월 4일 | ICM/오크숏 경            | 500    | 33%    | 24%    | 23%    | 10%    | 8%     | 1%    | 보수당보다 9%    |
| 2010년 10월 1일~4일     | 퍼퓰러스/애시크로프트 경 | 1,000  | 31%    | 28%    | 33%    | -      | -      | 8%    | 노동당보다 2%    |
| 2010년 5월 6일          | 총선 결과                | 51,135 | 16.1%  | 23.5%  | 53.4%  | 2.3%   | 1.8%   | 2.7%  | 보수당보다 29.9% |

## 역대 국회의원
현 국회의원은 닉 클레그로, 전 자유민주당 대표이자 전 그레이트브리튼 연합왕국 및 북아일랜드 부총리였다. 2005년 총선에서 사임하고 물러난 리처드 앨런 자민당 의원에 이어 의석을 얻었다. 멘지스 캠벨 경이 2007년 10월 자유민주당 대표직을 사퇴하자 클레그는 대표 경선에 나섰고 2007년 12월 18일 대표에 당선되었다.
| 선거 | 선거          | 의원                       | 정당       | 이후 직임                            |
| ---- | ------------- | -------------------------- | ---------- | ------------------------------------ |
|      | 1885년        | 찰스 베일비 스튜어트워틀리 | 보수당     | 워틀리의 스튜어트 공작               |
|      | 1916년 재보궐 | 허버트 피셔                | 자유당     |                                      |
|      | 1918년        | 더글라스 비커스            | 보수당     |                                      |
|      | 1922년        | 프레더릭 사이크스          | 보수당     | 노팅엄세트럴 지역구 의원 (1940~45년) |
|      | 1928년 재보궐 | 루이스 스미스              | 보수당     |                                      |
|      | 1939년 재보궐 | 로널드 제닝스              | 보수자유당 |                                      |
|      | 1959년        | 존 오스번                  | 보수당     |                                      |
|      | 1987년        | 어빈 패트닉                | 보수당     |                                      |
|      | 1997년        | 리처드 앨런                | 자유민주당 | 할람의 앨런 공작                     |
|      | 2005년        | 닉 클레그                  | 자유민주당 | 영국 부총리 (2010~2015년)            |
|      | 2017년        | 자레드 오마라              | 노동당     |                                      |
|      | 2017년 10월   | 자레드 오마라              | 무소속     |                                      |
|      | 2018년 7월    | 자레드 오마라              | 노동당     |                                      |
|      | 2018년 7월    | 자레드 오마라              | 무소속     |                                      |
|      | 2019년        | 올리비아 블레이크          | 노동당     |                                      |

## 선거

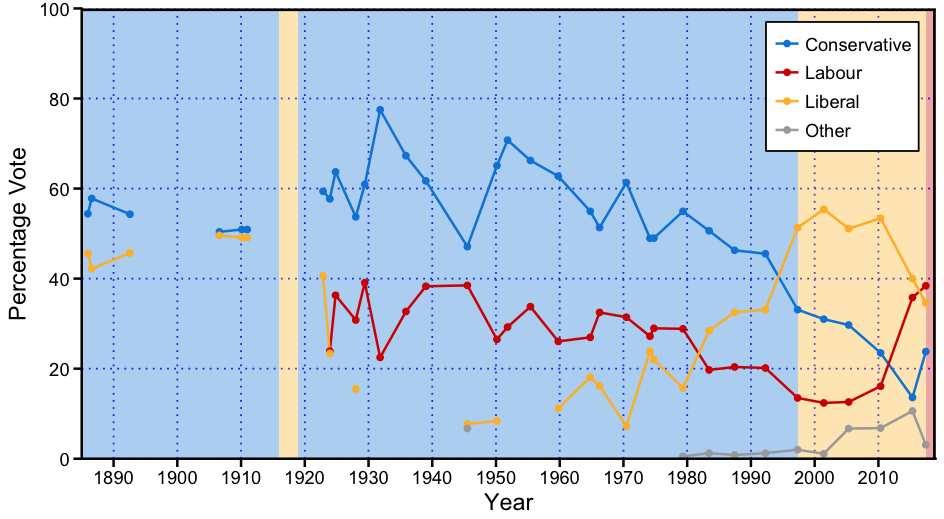
셰필드할람 선거 결과

### 2010년대
| 선거                                          | 선거 결과 | 선거 결과                                                  | 후보                       | 후보                  | 정당       | 득표   | %     | ±%    |
| --------------------------------------------- | --------- | ---------------------------------------------------------- | -------------------------- | --------------------- | ---------- | ------ | ----- | ----- |
| 2015년 5월 총선 투표수: 55,481 (75.3%) (+1.6) |           | 자유민주당 유지 과반 득표: 2,353 (4.2%) -25.7 -16.55% 선회 |                            | 닉 클레그             | 자유민주당 | 22,215 | 40.0  | -13.4 |
| 2015년 5월 총선 투표수: 55,481 (75.3%) (+1.6) |           | 자유민주당 유지 과반 득표: 2,353 (4.2%) -25.7 -16.55% 선회 | 올리버 코퍼드              | 노동당                | 19,862     | 35.8   | +19.7 |       |
| 2015년 5월 총선 투표수: 55,481 (75.3%) (+1.6) |           | 자유민주당 유지 과반 득표: 2,353 (4.2%) -25.7 -16.55% 선회 | 이언 워커                  | 보수당                | 7,544      | 13.6   | -9.9  |       |
| 2015년 5월 총선 투표수: 55,481 (75.3%) (+1.6) |           | 자유민주당 유지 과반 득표: 2,353 (4.2%) -25.7 -16.55% 선회 | 조 젱킨슨                  | 영국 독립당           | 3,575      | 6.4    | +4.1  |       |
| 2015년 5월 총선 투표수: 55,481 (75.3%) (+1.6) |           | 자유민주당 유지 과반 득표: 2,353 (4.2%) -25.7 -16.55% 선회 | 피터 가벗                  | 녹색당                | 1,772      | 3.2    | +1.4  |       |
| 2015년 5월 총선 투표수: 55,481 (75.3%) (+1.6) |           | 자유민주당 유지 과반 득표: 2,353 (4.2%) -25.7 -16.55% 선회 | 캘턴 리브                  | 무소속                | 249        | 0.4    | N/A   |       |
| 2015년 5월 총선 투표수: 55,481 (75.3%) (+1.6) |           | 자유민주당 유지 과반 득표: 2,353 (4.2%) -25.7 -16.55% 선회 | 스티브 클레그              | 잉글랜드 민주당       | 167        | 0.3    | -0.8  |       |
| 2015년 5월 총선 투표수: 55,481 (75.3%) (+1.6) |           | 자유민주당 유지 과반 득표: 2,353 (4.2%) -25.7 -16.55% 선회 | 짐 스톱 더 피어스코 와일드 | 무소속                | 97         | 0.2    | N/A   |       |
| 2010년 총선 투표수: 51,135 (73.7%) (+11.6)    |           | 자유민주당 유지 과반 득표: 15,284 (29.9%) +8.5 +6.9% 선회  |                            | 닉 클레그             | 자유민주당 | 27,324 | 53.4  | -13.4 |
| 2010년 총선 투표수: 51,135 (73.7%) (+11.6)    |           | 자유민주당 유지 과반 득표: 15,284 (29.9%) +8.5 +6.9% 선회  | 니콜라 베이츠              | 보수당                | 12,040     | 23.5   | -6.6  |       |
| 2010년 총선 투표수: 51,135 (73.7%) (+11.6)    |           | 자유민주당 유지 과반 득표: 15,284 (29.9%) +8.5 +6.9% 선회  | 잭 스콧                    | 노동당                | 8,228      | 16.1   | -1.7  |       |
| 2010년 총선 투표수: 51,135 (73.7%) (+11.6)    |           | 자유민주당 유지 과반 득표: 15,284 (29.9%) +8.5 +6.9% 선회  | 나이절 제임스              | 영국 독립당           | 1,195      | 2.3    | +1.0  |       |
| 2010년 총선 투표수: 51,135 (73.7%) (+11.6)    |           | 자유민주당 유지 과반 득표: 15,284 (29.9%) +8.5 +6.9% 선회  | 스티브 바너드              | 녹색당                | 919        | 1.8    | -0.8  |       |
| 2010년 총선 투표수: 51,135 (73.7%) (+11.6)    |           | 자유민주당 유지 과반 득표: 15,284 (29.9%) +8.5 +6.9% 선회  | 데이비드 와일드구스        | 잉글랜드 민주당       | 586        | 1.1    | N/A   |       |
| 2010년 총선 투표수: 51,135 (73.7%) (+11.6)    |           | 자유민주당 유지 과반 득표: 15,284 (29.9%) +8.5 +6.9% 선회  | 마틴 피츠패트릭            | 무소속                | 429        | 0.8    | N/A   |       |
| 2010년 총선 투표수: 51,135 (73.7%) (+11.6)    |           | 자유민주당 유지 과반 득표: 15,284 (29.9%) +8.5 +6.9% 선회  | 레이 그린                  | 기독당                | 250        | 0.5    | N/A   |       |
| 2010년 총선 투표수: 51,135 (73.7%) (+11.6)    |           | 자유민주당 유지 과반 득표: 15,284 (29.9%) +8.5 +6.9% 선회  | 마크 애드시드              | 공식 괴수 발광 괴짜당 | 164        | 0.3    | N/A   |       |

2010년 총선에서 선거 당일날 일부 유권자들이 투표를 하지 못하는 문제를 겪은 선거구가 몇 곳 있었는데 셰필드할람도 그 중 하나였다. 당시 랜무어 투표소에 모인 유권자들은 엄청나게 긴 줄을 서야 했고 투표 마감시간인 오후 10시가 되자 일부 유권자들은 발길을 돌려야 했다. 자민당 후보인 닉 클레그는 이러한 일을 겪은 유권자들에게 미안하다는 의사를 대신 밝혔다.
존 마더솔 선거관리위원은 높은 투표율 때문에 선거 담당자들에게 "곤란을 겪고 있는 상황이었다"고 해명했으며, 영국 선거위원회는 할람 지역은 물론 비슷한 문제가 발생한 다른 선거구의 투표 진행에 대한 조사를 실시했다.

### 2000년대
| 선거                                      | 선거 결과 | 선거 결과                                                | 후보             | 후보          | 정당       | 득표   | %    | ±%   |
| ----------------------------------------- | --------- | -------------------------------------------------------- | ---------------- | ------------- | ---------- | ------ | ---- | ---- |
| 2005년 총선 투표수: 40,527 (62.2%) (−2.6) |           | 자유민주당 유지 과반 득표: 8,682 (21.4%) −3.0 -1.5% 선회 |                  | 닉 클레그     | 자유민주당 | 20,710 | 51.1 | −4.3 |
| 2005년 총선 투표수: 40,527 (62.2%) (−2.6) |           | 자유민주당 유지 과반 득표: 8,682 (21.4%) −3.0 -1.5% 선회 | 스펜서 핏필드    | 보수당        | 12,028     | 29.7   | −1.3 |      |
| 2005년 총선 투표수: 40,527 (62.2%) (−2.6) |           | 자유민주당 유지 과반 득표: 8,682 (21.4%) −3.0 -1.5% 선회 | 마흐루프 후세인  | 노동당        | 5,110      | 12.6   | +0.2 |      |
| 2005년 총선 투표수: 40,527 (62.2%) (−2.6) |           | 자유민주당 유지 과반 득표: 8,682 (21.4%) −3.0 -1.5% 선회 | 로브 콜          | 녹색당        | 1,331      | 3.3    | N/A  |      |
| 2005년 총선 투표수: 40,527 (62.2%) (−2.6) |           | 자유민주당 유지 과반 득표: 8,682 (21.4%) −3.0 -1.5% 선회 | 시드니 코들      | 기독인연합    | 441        | 1.1    | N/A  |      |
| 2005년 총선 투표수: 40,527 (62.2%) (−2.6) |           | 자유민주당 유지 과반 득표: 8,682 (21.4%) −3.0 -1.5% 선회 | 나이절 제임스    | 영국 독립당   | 438        | 1.1    | 0.0  |      |
| 2005년 총선 투표수: 40,527 (62.2%) (−2.6) |           | 자유민주당 유지 과반 득표: 8,682 (21.4%) −3.0 -1.5% 선회 | 이언 시니어      | 브리튼 국민당 | 369        | 0.9    | N/A  |      |
| 2001년 총선 투표수: 38,246 (64.8%) (−7.5) |           | 자유민주당 과반 득표: 9,347 (24.4%) +6.2 +3.1% 선회      |                  | 리처드 앨런   | 자유민주당 | 21,203 | 55.4 | +4.1 |
| 2001년 총선 투표수: 38,246 (64.8%) (−7.5) |           | 자유민주당 과반 득표: 9,347 (24.4%) +6.2 +3.1% 선회      | 존 폴 하스맨     | 보수당        | 11,856     | 31.0   | −2.1 |      |
| 2001년 총선 투표수: 38,246 (64.8%) (−7.5) |           | 자유민주당 과반 득표: 9,347 (24.4%) +6.2 +3.1% 선회      | 길런 퍼니스      | 노동당        | 4,758      | 12.4   | -1.1 |      |
| 2001년 총선 투표수: 38,246 (64.8%) (−7.5) |           | 자유민주당 과반 득표: 9,347 (24.4%) +6.2 +3.1% 선회      | 레즐리 조지 애놋 | 영국 독립당   | 429        | 1.1    | N/A  |      |

### 1990년대
| 선거                                      | 선거 결과 | 선거 결과                                               | 후보                | 후보        | 정당       | 득표   | %     | ±%    |
| ----------------------------------------- | --------- | ------------------------------------------------------- | ------------------- | ----------- | ---------- | ------ | ----- | ----- |
| 1997년 총선 투표수: 45,479 (72.4%) (+1.6) |           | 자유민주당 승리 과반 득표: 8,271 (18.2%) N/A 15.3% 선회 |                     | 리처드 앨런 | 자유민주당 | 23,345 | 51.3  | +18.2 |
| 1997년 총선 투표수: 45,479 (72.4%) (+1.6) |           | 자유민주당 승리 과반 득표: 8,271 (18.2%) N/A 15.3% 선회 | 어빈 패트닉         | 보수당      | 15,074     | 33.1   | −12.4 |       |
| 1997년 총선 투표수: 45,479 (72.4%) (+1.6) |           | 자유민주당 승리 과반 득표: 8,271 (18.2%) N/A 15.3% 선회 | 스티븐 G. 콘퀘스트  | 노동당      | 6,147      | 13.5   | −6.6  |       |
| 1997년 총선 투표수: 45,479 (72.4%) (+1.6) |           | 자유민주당 승리 과반 득표: 8,271 (18.2%) N/A 15.3% 선회 | 이언 S. 데이비슨    | 국민투표당  | 788        | 1.7    | N/A   |       |
| 1997년 총선 투표수: 45,479 (72.4%) (+1.6) |           | 자유민주당 승리 과반 득표: 8,271 (18.2%) N/A 15.3% 선회 | 필립 불러           | 무소속      | 125        | 0.3    | N/A   |       |
| 1992년 총선 투표수: 54,248 (70.8%) (−3.9) |           | 보수당 유지 과반 득표: 6,741 (12.4%) −1.4 -0.7% 선회    |                     | 어빈 패트닉 | 보수당     | 24,693 | 45.5  | -0.8  |
| 1992년 총선 투표수: 54,248 (70.8%) (−3.9) |           | 보수당 유지 과반 득표: 6,741 (12.4%) −1.4 -0.7% 선회    | 피터 J. 골드        | 자유민주당  | 17,952     | 33.1   | +0.6  |       |
| 1992년 총선 투표수: 54,248 (70.8%) (−3.9) |           | 보수당 유지 과반 득표: 6,741 (12.4%) −1.4 -0.7% 선회    | 버로니카 하드스태프 | 노동당      | 10,930     | 20.1   | −0.3  |       |
| 1992년 총선 투표수: 54,248 (70.8%) (−3.9) |           | 보수당 유지 과반 득표: 6,741 (12.4%) −1.4 -0.7% 선회    | 멀렌 베이커         | 녹색당      | 473        | 0.9    | +0.1  |       |
| 1992년 총선 투표수: 54,248 (70.8%) (−3.9) |           | 보수당 유지 과반 득표: 6,741 (12.4%) −1.4 -0.7% 선회    | 리처드 E. 허트퍼드  | 자연법칙당  | 101        | 0.2    | N/A   |       |
| 1992년 총선 투표수: 54,248 (70.8%) (−3.9) |           | 보수당 유지 과반 득표: 6,741 (12.4%) −1.4 -0.7% 선회    | 테리사 M. 클리퍼드  | 혁명공산당  | 99         | 0.2    | N/A   |       |

### 1980년대
| 선거                                      | 선거 결과 | 선거 결과                                            | 후보                 | 후보             | 정당   | 득표   | %     | ±%   |
| ----------------------------------------- | --------- | ---------------------------------------------------- | -------------------- | ---------------- | ------ | ------ | ----- | ---- |
| 1987년 총선 투표수: 55,410 (74.7%) (+1.9) |           | 보수당 유지 과반 득표: 7,637 (13.8%) −2.4 -4.2% 선회 |                      | 어빈 패트닉      | 보수당 | 25,649 | 46.3  | −4.3 |
| 1987년 총선 투표수: 55,410 (74.7%) (+1.9) |           | 보수당 유지 과반 득표: 7,637 (13.8%) −2.4 -4.2% 선회 | 피터 존 골드         | 자유당           | 18,012 | 32.5   | +4.1  |      |
| 1987년 총선 투표수: 55,410 (74.7%) (+1.9) |           | 보수당 유지 과반 득표: 7,637 (13.8%) −2.4 -4.2% 선회 | 무케쉬 찬둘랄 사바니 | 노동당           | 11,290 | 20.4   | +0.7  |      |
| 1987년 총선 투표수: 55,410 (74.7%) (+1.9) |           | 보수당 유지 과반 득표: 7,637 (13.8%) −2.4 -4.2% 선회 | 릴라 마거렛 스펜서   | 녹색당           | 459    | 0.8    | N/A   |      |
| 1983년 총선 투표수: 53,047 (72.8%) (+0.3) |           | 보수당 과반 득표: 11,774 (22.2%) -3.9 -8.5% 선회     |                      | 존 홀브룩 오스본 | 보수당 | 26,851 | 50.6  | -4.3 |
| 1983년 총선 투표수: 53,047 (72.8%) (+0.3) |           | 보수당 과반 득표: 11,774 (22.2%) -3.9 -8.5% 선회     | 맬콤 S. 존슨         | 자유당           | 15,077 | 28.4   | +12.7 |      |
| 1983년 총선 투표수: 53,047 (72.8%) (+0.3) |           | 보수당 과반 득표: 11,774 (22.2%) -3.9 -8.5% 선회     | 진 매크린들          | 노동당           | 10,463 | 19.7   | -9.1  |      |
| 1983년 총선 투표수: 53,047 (72.8%) (+0.3) |           | 보수당 과반 득표: 11,774 (22.2%) -3.9 -8.5% 선회     | 필립 불러            | 무소속 보수당    | 656    | 1.2    | N/A   |      |

### 1970년대
| 선거                                           | 선거 결과 | 선거 결과                                              | 후보            | 후보             | 정당   | 득표   | %     | ±%    |
| ---------------------------------------------- | --------- | ------------------------------------------------------ | --------------- | ---------------- | ------ | ------ | ----- | ----- |
| 1979년 총선 투표수: 57,220 (72.5%) (+2.7)      |           | 보수당 유지 과반 득표: 14,934 (26.1%) +6.1 +3.05% 선회 |                 | 존 홀브룩 오스본 | 보수당 | 31,436 | 54.9  | +5.9  |
| 1979년 총선 투표수: 57,220 (72.5%) (+2.7)      |           | 보수당 유지 과반 득표: 14,934 (26.1%) +6.1 +3.05% 선회 | 마이크 보어     | 노동당           | 16,502 | 28.8   | −0.2  |       |
| 1979년 총선 투표수: 57,220 (72.5%) (+2.7)      |           | 보수당 유지 과반 득표: 14,934 (26.1%) +6.1 +3.05% 선회 | 케네스 솔트     | 자유당           | 8,982  | 15.7   | −6.3  |       |
| 1979년 총선 투표수: 57,220 (72.5%) (+2.7)      |           | 보수당 유지 과반 득표: 14,934 (26.1%) +6.1 +3.05% 선회 | G. F. 스미스    | 국민전선         | 300    | 0.5    | N/A   |       |
| 1974년 10월 총선 투표수: 53,226 (68.8%) (−8.4) |           | 보수당 유지 과반 득표: 10,664 (20.0%) −1.8 -0.85% 선회 |                 | 존 홀브룩 오스본 | 보수당 | 26,083 | 49.0  | +0.1  |
| 1974년 10월 총선 투표수: 53,226 (68.8%) (−8.4) |           | 보수당 유지 과반 득표: 10,664 (20.0%) −1.8 -0.85% 선회 | 클라이브 베츠   | 노동당           | 15,419 | 29.0   | +1.8  |       |
| 1974년 10월 총선 투표수: 53,226 (68.8%) (−8.4) |           | 보수당 유지 과반 득표: 10,664 (20.0%) −1.8 -0.85% 선회 | 맬콤 존슨       | 자유당           | 11,724 | 22.0   | −1.9  |       |
| 1974년 2월 총선 투표수: 59,371 (77.2%) (+7.4)  |           | 보수당 유지 과반 득표: 12,913 (21.8%) −8.1 -4.1% 선회  |                 | 존 홀브룩 오스본 | 보수당 | 29,062 | 48.9  | −12.4 |
| 1974년 2월 총선 투표수: 59,371 (77.2%) (+7.4)  |           | 보수당 유지 과반 득표: 12,913 (21.8%) −8.1 -4.1% 선회  | 데이비드 블렁킷 | 노동당           | 16,149 | 27.2   | −4.2  |       |
| 1974년 2월 총선 투표수: 59,371 (77.2%) (+7.4)  |           | 보수당 유지 과반 득표: 12,913 (21.8%) −8.1 -4.1% 선회  | 맬콤 존슨       | 자유당           | 14,160 | 23.9   | +16.6 |       |
| 1970년 총선 투표수: 40,990 (69.8%) (-5.2)      |           | 보수당 유지 과반 득표: 12,250 (29.9%) +11 +5.55% 선회  |                 | 존 홀브룩 오스본 | 보수당 | 25,134 | 61.3  | +10   |
| 1970년 총선 투표수: 40,990 (69.8%) (-5.2)      |           | 보수당 유지 과반 득표: 12,250 (29.9%) +11 +5.55% 선회  | 앨런 브로들리   | 노동당           | 12,884 | 31.4   | -1.1  |       |
| 1970년 총선 투표수: 40,990 (69.8%) (-5.2)      |           | 보수당 유지 과반 득표: 12,250 (29.9%) +11 +5.55% 선회  | 프리텀 싱       | 자유당           | 2,972  | 7.3    | -8.9  |       |

### 1960년대
| 선거                | 선거 결과 | 선거 결과                             | 후보          | 후보             | 정당   | 득표   | %    | ±% |
| ------------------- | --------- | ------------------------------------- | ------------- | ---------------- | ------ | ------ | ---- | -- |
| 1966년 총선 투표수: |           | 보수당 유지 과반 득표: 7,930 (18.9%)  |               | 존 홀브룩 오스본 | 보수당 | 21,593 | 51.3 |    |
| 1966년 총선 투표수: |           | 보수당 유지 과반 득표: 7,930 (18.9%)  | 피터 하디     | 노동당           | 13,663 | 32.5   |      |    |
| 1966년 총선 투표수: |           | 보수당 유지 과반 득표: 7,930 (18.9%)  | 데니스 로이드 | 자유당           | 6,799  | 16.2   |      |    |
| 1964년 총선 투표수: |           | 보수당 유지 과반 득표: 12,084 (28.0%) |               | 존 홀브룩 오스본 | 보수당 | 23,719 | 55.0 |    |
| 1964년 총선 투표수: |           | 보수당 유지 과반 득표: 12,084 (28.0%) | 아서 킹스콧   | 노동당           | 11,635 | 27.0   |      |    |
| 1964년 총선 투표수: |           | 보수당 유지 과반 득표: 12,084 (28.0%) | 조지 맨리     | 자유당           | 7,807  | 18.1   |      |    |

### 1950년대
| 선거                | 선거 결과 | 선거 결과                                                     | 후보            | 후보             | 정당                           | 득표   | %    | ±% |
| ------------------- | --------- | ------------------------------------------------------------- | --------------- | ---------------- | ------------------------------ | ------ | ---- | -- |
| 1959년 총선 투표수: |           | 틀:정당색/영국을 확인해 주세요 유지 과반 득표: 16,809 (36.7%) |                 | 존 홀브룩 오스본 | 틀:정당색/영국을 확인해 주세요 | 28,747 | 62.8 |    |
| 1959년 총선 투표수: |           | 틀:정당색/영국을 확인해 주세요 유지 과반 득표: 16,809 (36.7%) | 솔로몬 색스     | 노동당           | 11,938                         | 26.1   |      |    |
| 1959년 총선 투표수: |           | 틀:정당색/영국을 확인해 주세요 유지 과반 득표: 16,809 (36.7%) | 버나드 로즈비   | 자유당           | 5,119                          | 11.2   |      |    |
| 1955년 총선 투표수: |           | 틀:정당색/영국을 확인해 주세요 유지 과반 득표: 14,739 (32.5%) |                 | 로널드 제닝스    | 틀:정당색/영국을 확인해 주세요 | 30,069 | 66.2 |    |
| 1955년 총선 투표수: |           | 틀:정당색/영국을 확인해 주세요 유지 과반 득표: 14,739 (32.5%) | 제임스 마즈든   | 노동당           | 15,330                         | 33.8   |      |    |
| 1951년 총선 투표수: |           | 틀:정당색/영국을 확인해 주세요 유지 과반 득표: 17,028 (41.5%) |                 | 로널드 제닝스    | 틀:정당색/영국을 확인해 주세요 | 29,016 | 70.8 |    |
| 1951년 총선 투표수: |           | 틀:정당색/영국을 확인해 주세요 유지 과반 득표: 17,028 (41.5%) | 프레더릭 비튼   | 노동당           | 11,988                         | 29.2   |      |    |
| 1950년 총선 투표수: |           | 틀:정당색/영국을 확인해 주세요 유지 과반 득표: 16,715 (38.6%) |                 | 로널드 제닝스    | 틀:정당색/영국을 확인해 주세요 | 28,159 | 65.1 |    |
| 1950년 총선 투표수: |           | 틀:정당색/영국을 확인해 주세요 유지 과반 득표: 16,715 (38.6%) | H.C. 스피어스   | 노동당           | 11,444                         | 26.5   |      |    |
| 1950년 총선 투표수: |           | 틀:정당색/영국을 확인해 주세요 유지 과반 득표: 16,715 (38.6%) | 알프레드 E 존스 | 자유당           | 3,641                          | 8.4    |      |    |

### 1940년대
| 선거                | 선거 결과 | 선거 결과                           | 후보                | 후보          | 정당   | 득표   | %    | ±% |
| ------------------- | --------- | ----------------------------------- | ------------------- | ------------- | ------ | ------ | ---- | -- |
| 1945년 총선 투표수: |           | 보수당 유지 과반 득표: 2,865 (8.6%) |                     | 로널드 제닝스 | 보수당 | 15,874 | 47.1 |    |
| 1945년 총선 투표수: |           | 보수당 유지 과반 득표: 2,865 (8.6%) | 존 프레더릭 드래블  | 노동당        | 13,009 | 38.5   |      |    |
| 1945년 총선 투표수: |           | 보수당 유지 과반 득표: 2,865 (8.6%) | 제럴드 에이브러햄스 | 자유당        | 2,614  | 7.7    |      |    |
| 1945년 총선 투표수: |           | 보수당 유지 과반 득표: 2,865 (8.6%) | 고든 크리           | 공산당        | 2,253  | 6.7    |      |    |

### 1930년대
| 선거                      | 선거 결과 | 선거 결과                             | 후보               | 후보                 | 정당   | 득표   | %    | ±% |
| ------------------------- | --------- | ------------------------------------- | ------------------ | -------------------- | ------ | ------ | ---- | -- |
| 1939년 재보궐선거 투표수: |           | 보수당 유지 과반 득표: 6,094 (23.4%)  |                    | 로널드 제닝스        | 보수당 | 16,033 | 61.7 |    |
| 1939년 재보궐선거 투표수: |           | 보수당 유지 과반 득표: 6,094 (23.4%)  | C.S. 다빌          | 노동당               | 9,939  | 38.3   |      |    |
| 1935년 총선 투표수:       |           | 보수당 유지 과반 득표: 10,952 (34.6%) |                    | 루이스 윌리엄 스미스 | 보수당 | 21,298 | 67.3 |    |
| 1935년 총선 투표수:       |           | 보수당 유지 과반 득표: 10,952 (34.6%) | 그레이스 메리 콜맨 | 노동당               | 10,346 | 32.7   |      |    |
| 1931년 총선 투표수:       |           | 보수당 유지 과반 득표: 19,050 (55.0%) |                    | 루이스 윌리엄 스미스 | 보수당 | 26,857 | 77.5 |    |
| 1931년 총선 투표수:       |           | 보수당 유지 과반 득표: 19,050 (55.0%) | 헨리 조지 맥기     | 노동당               | 7,807  | 22.5   |      |    |

### 1920년대
| 선거                       | 선거 결과 | 선거 결과                                  | 후보                   | 후보                   | 정당   | 득표          | %             | ±%            |
| -------------------------- | --------- | ------------------------------------------ | ---------------------- | ---------------------- | ------ | ------------- | ------------- | ------------- |
| 1929년 총선                |           | 연합당 유지 과반 득표: 6,787 (21.8%)       |                        | 루이스 윌리엄 스미스   | 연합당 | 경쟁후보 없음 | 경쟁후보 없음 | 경쟁후보 없음 |
| 1928년 재보궐선거 투표수:  |           | 연합당 유지 과반 득표: 4,024 (22.9%)       |                        | 루이스 윌리엄 스미스   | 연합당 | 9,417         | 53.7          |               |
| 1928년 재보궐선거 투표수:  |           | 연합당 유지 과반 득표: 4,024 (22.9%)       | 찰스 플린              | 노동당                 | 5,393  | 30.8          |               |               |
| 1928년 재보궐선거 투표수:  |           | 연합당 유지 과반 득표: 4,024 (22.9%)       | 조셉 버튼 호브맨       | 자유당                 | 2,715  | 15.5          |               |               |
| 1924년 총선 투표수:        |           | 연합당 유지 과반 득표: 6,639 (27.4%)       |                        | 프레더릭 휴즈 사이크스 | 연합당 | 15,446        | 63.7          |               |
| 1924년 총선 투표수:        |           | 연합당 유지 과반 득표: 6,639 (27.4%)       | 에드워드 스넬그로브    | 노동당                 | 8,807  | 36.3          |               |               |
| 1923년 총선 투표수: (+1.3) |           | 연합당 유지 과반 득표: 6,613 (28.8%) +10.0 |                        | 프레더릭 휴즈 사이크스 | 연합당 | 12,119        | 57.7          | -1.7          |
| 1923년 총선 투표수: (+1.3) |           | 연합당 유지 과반 득표: 6,613 (28.8%) +10.0 | 아놀드 제임스 프리먼   | 노동당                 | 5,506  | 23.9          | n/a           |               |
| 1923년 총선 투표수: (+1.3) |           | 연합당 유지 과반 득표: 6,613 (28.8%) +10.0 | 커스버트 스노볼 류캐슬 | 자유당                 | 5,383  | 23.4          | -17.2         |               |
| 1922년 총선 투표수:        |           | 연합당 유지 과반 득표: 4,232 (18.8%)       |                        | 프레더릭 휴즈 사이크스 | 연합당 | 13,405        | 59.4          |               |
| 1922년 총선 투표수:        |           | 연합당 유지 과반 득표: 4,232 (18.8%)       | 커스버트 스노볼 류캐슬 | 자유당                 | 9,173  | 40.6          |               |               |

### 1910년대
| 선거                     | 선거 결과 | 선거 결과                         | 후보    | 후보                       | 정당   | 득표          | %             | ±%            |
| ------------------------ | --------- | --------------------------------- | ------- | -------------------------- | ------ | ------------- | ------------- | ------------- |
| 1918년 총선              |           | 보수당 승리                       |         | 더글라스 비커스            | 보수당 | 경쟁후보 없음 | 경쟁후보 없음 | 경쟁후보 없음 |
| 1916년 재보궐선거        |           | 자유당 승리                       |         | 허버트 앨버트 로렌스 피셔  | 자유당 | 경쟁후보 없음 | 경쟁후보 없음 | 경쟁후보 없음 |
| 1910년 12월 총선 투표수: |           | 보수당 유지 과반 득표: 195 (1.8%) |         | 찰스 베일비 스튜어트워틀리 | 보수당 | 5,788         | 50.9          |               |
| 1910년 12월 총선 투표수: |           | 보수당 유지 과반 득표: 195 (1.8%) | 아서 닐 | 자유당                     | 5,593  | 49.1          |               |               |
| 1910년 1월 총선 투표수:  |           | 보수당 유지 과반 득표: 216 (1.8%) |         | 찰스 베일비 스튜어트워틀리 | 보수당 | 6,181         | 50.9          |               |
| 1910년 1월 총선 투표수:  |           | 보수당 유지 과반 득표: 216 (1.8%) | 아서 닐 | 자유당                     | 5,965  | 49.1          |               |               |

### 1900년대
| 선거                | 선거 결과 | 선거 결과                        | 후보     | 후보                       | 정당   | 득표          | %             | ±%            |
| ------------------- | --------- | -------------------------------- | -------- | -------------------------- | ------ | ------------- | ------------- | ------------- |
| 1906년 총선 투표수: |           | 보수당 유지 과반 득표: 81 (0.8%) |          | 찰스 베일비 스튜어트워틀리 | 보수당 | 5,546         | 50.9          |               |
| 1906년 총선 투표수: |           | 보수당 유지 과반 득표: 81 (0.8%) | A.그랜트 | 자유당                     | 5,465  | 49.6          |               |               |
| 1900년 총선         |           | 보수당 유지                      |          | 찰스 베일비 스튜어트워틀리 | 보수당 | 경쟁후보 없음 | 경쟁후보 없음 | 경쟁후보 없음 |

### 1890년대
| 선거                | 선거 결과 | 선거 결과                         | 후보          | 후보                       | 정당   | 득표          | %             | ±%            |
| ------------------- | --------- | --------------------------------- | ------------- | -------------------------- | ------ | ------------- | ------------- | ------------- |
| 1895년 총선         |           | 보수당 유지                       |               | 찰스 베일비 스튜어트워틀리 | 보수당 | 경쟁후보 없음 | 경쟁후보 없음 | 경쟁후보 없음 |
| 1892년 총선 투표수: |           | 보수당 유지 과반 득표: 643 (8.6%) |               | 찰스 베일비 스튜어트워틀리 | 보수당 | 4,057         | 54.3          |               |
| 1892년 총선 투표수: |           | 보수당 유지 과반 득표: 643 (8.6%) | 로버트 해몬드 | 자유당                     | 3,414  | 45.7          |               |               |

### 1880년대
| 선거                | 선거 결과 | 선거 결과                          | 후보                 | 후보                       | 정당   | 득표  | %    | ±% |
| ------------------- | --------- | ---------------------------------- | -------------------- | -------------------------- | ------ | ----- | ---- | -- |
| 1886년 총선 투표수: |           | 보수당 유지 과반 득표: 969 (15.6%) |                      | 찰스 베일비 스튜어트워틀리 | 보수당 | 3,581 | 57.8 |    |
| 1886년 총선 투표수: |           | 보수당 유지 과반 득표: 969 (15.6%) | 토머스 로버트 트럴폴 | 자유당                     | 2,612  | 42.2  |      |    |
| 1885년 총선 투표수: |           | 보수당 유지 과반 득표: 609 (8.8%)  |                      | 찰스 베일비 스튜어트워틀리 | 보수당 | 3,764 | 54.4 |    |
| 1885년 총선 투표수: |           | 보수당 유지 과반 득표: 609 (8.8%)  | 찰스 워렌            | 자유당                     | 3,155  | 45.6  |      |    |

## 같이 보기
- 사우스요크셔 주의 의회 선거구 목록

## 내용주
1. ↑  또한 시티오브런던 시티오브웨스트민스터와 해머스미스 풀럼보다도 순위가 더 높았다.
2. ↑  1928년 기사작위 수여 및 뭄바이 총독 임명

## 그 외 출처
- Vote 2001 - Sheffield Hallam BBC News
- Election 2005 - Sheffield Hallam BBC News
- Election history - Sheffield Hallam 보관됨 2004-09-08 - 웨이백 머신 The Guardian
- 레이그 레이먼트의 연도별 국회의원 목록 (Leigh Rayment's Historical List of MPs) –  'H'로 시작하는 선거구 - part 1
- Political Science Resources 보관됨 2009-07-02 - 웨이백 머신 Election results from 1951 to the present
- F. W. S. Craig, British Parliamentary Election Results 1918 - 1949
- F. W. S. Craig, British Parliamentary Election Results 1950 - 1970
- Sheffield General Election Results 1945 - 2001[깨진 링크(과거 내용 찾기)], Sheffield City Council
- UK Constituency Maps
- The Campaign to End Child Poverty The Daily Mail